# Фрассінето-По
Фрассінето-По (італ. Frassineto Po, п'єм. Frassiné da Pò) — муніципалітет в Італії, у регіоні П'ємонт,  провінція Алессандрія.
Фрассінето-По розташоване на відстані близько 490 км на північний захід від Рима, 70 км на схід від Турина, 26 км на північ від Алессандрії.
Населення — 1471 особа (2014).
Щорічний фестиваль відбувається 7 грудня. 

## Демографія
Населення за роками:

Станом на 1 січня 2023 року в муніципалітеті офіційно проживали 83 іноземці з 18 країн, серед них 34 громадяни країн Євросоюзу та 1 громадянин України.

## Сусідні муніципалітети
- Борго-Сан-Мартіно
- Бреме
- Кандія-Ломелліна
- Казале-Монферрато
- Тічинето
- Вальмакка